# Емих II фон Лайнинген
Емих II фон Лайнинген (на немски: Emich II von Leiningen; † пр. 1138) е граф на замък Лайнинген в днешен Рейнланд-Пфалц, основател на благородническия род Дом Лайнинген.

## Биография
Той е от франкси произход, вероятно роднина с род Емихони и е син на Емих I фон Лайнинген († 1117) и вероятно внук на граф Емихо фон Флонхайм († сл. 1108) или на Емих, един от водещите кръстоносци от 1096 г. Брат му Арнолд II е епископ на Шпайер от 1124 до 1126 г.
Граф Емих II фон Лайнинген е споменат за пръв път през 1128 г. като свидетел за документ на архиепископа на Майнц Адалберт I фон Саарбрюкен († 23 юни 1137).
Емих II създава своето господство около замък Лайнинген (днес Алтлайнинген). Документирано е създаването му със съпругата му Албарат между 1119 и 1124 г. на манастир Хьонинген (днес част от Алтлайнинген), по времето на папа Каликст II (1119 – 1124). Манастирът става за фамилията Културен център на тяхното графство. Църквата на манастира в Хьонинген е осветена през 1141 г. в чест на Свети Петър от епископ Бурхард II от Вормс. Манастирът изгаря през 1569 г.
Наследници на Емих II като управляващи графове са синът му Емих III († 1180 или 1187) и внукът му Фридрих I († пр. 1214).

## Галерия
- Замък Алтлайнинген
- Манастир Хьонинген (началото на 18 век)